# Kōhei Kudō (Fußballspieler)
Kōhei Kudō (japanisch 工藤 浩平 Kudō Kōhei; * 28. August 1984 in der Präfektur Chiba) ist ein japanischer Fußballspieler.

## Karriere
Kudō erlernte das Fußballspielen in der Jugendmannschaft von JEF United Ichihara. Seinen ersten Vertrag unterschrieb er 2003 bei den JEF United Ichihara (heute: JEF United Chiba). Der Verein spielte in der höchsten Liga des Landes, der J1 League. 2005 und 2006 gewann er mit dem Verein den J.League Cup. Am Ende der Saison 2009 stieg der Verein in die J2 League ab. Für den Verein absolvierte er 180 Ligaspiele. 2011 wechselte er zum Ligakonkurrenten Kyoto Sanga FC. 2011 erreichte er das Finale des Kaiserpokal. Für den Verein absolvierte er 130 Ligaspiele. 2015 wechselte er zum Erstligisten Sanfrecce Hiroshima. Im Juni 2015 wechselte er zum Ligakonkurrenten Matsumoto Yamaga FC. Am Ende der Saison 2015 stieg der Verein in die J2 League ab. Für den Verein absolvierte er 110 Ligaspiele. Im Juli 2018 wechselte er zum Ligakonkurrenten JEF United Chiba.

## Erfolge
JEF United Chiba
- J.League Cup

Sieger: 2005, 2006
Kyoto Sanga FC
- Kaiserpokal

Finalist: 2011
Sanfrecce Hiroshima
- J1 League

Meister: 2015